# La Belle Revanche (film, 1939)
Pour les articles homonymes, voir La Belle Revanche.
Pour plus de détails, voir Fiche technique et Distribution.
La Belle Revanche est un film français réalisé par Paul Mesnier, sorti en 1939.

## Fiche technique
- Titre : La Belle Revanche
- Réalisation : Paul Mesnier
- Scénario : Jacques Carton (d'après son roman) et André Geneste
- Dialogues : Jacques Carton
- Photographie : Georges Clerc
- Décors : Roland Quignon
- Son : Igor B. Kalinowski
- Musique : Marceau Van Hoorebecke
- Société de production : SIFA
- Directeur de production : Paul Mesnier
- Distributeur d'origine : C.F.F. - Comptoir Français du Film
- Pays d'origine :  France
- Format :  Noir et blanc - 35 mm - son mono
- Genre : Drame
- Durée : 100 minutes
- Date de sortie : 
  - France - 12 mai 1939

## Distribution
- Christiane Delyne : Hélène
- Roger Karl : Edouard
- Pauline Carton : Mme Bouchot
- Maurice Escande : Jacques
- Noël Roquevert : le brocanteur
- Thomy Bourdelle : Peters
- Robert Pizani : Casimir Bouchot
- Cécyl Marcyl : la religieuse
- René Navarre : Maître Dorcel
- Gisèle Parry : Mitou Guillemin
- Georges Chamarat
- Germaine Michel